# Phyllostomus hastatus
Il pipistrello americano (Phyllostomus hastatus Pallas, 1767) è un pipistrello della famiglia dei Fillostomidi diffuso in America centrale e meridionale.

## Descrizione

### Dimensioni
Pipistrello di grandi dimensioni, con la lunghezza della testa e del corpo tra 103 e 124 mm, la lunghezza dell'avambraccio tra 80 e 93 mm, la lunghezza della coda tra 10 e 29 mm, la lunghezza del piede tra 19 e 25 mm, la lunghezza delle orecchie tra 28 e 34 mm, un'apertura alare fino a 45,7 cm e un peso fino a 110 g.

### Aspetto
La pelliccia è corta, densa e vellutata. Le parti dorsali sono nerastre o marroni scure, più raramente arancioni, mentre le parti ventrali sono leggermente più chiare. Il muso è allungato, nerastro, la foglia nasale è lanceolata, con la porzione anteriore non saldata al labbro superiore. Sul mento è presente un solco longitudinale contornato da due cuscinetti verrucosi. Nei maschi è presente una sacca ghiandolare sulla gola, più rudimentale nelle femmine. Le orecchie sono triangolari e separate tra loro. Il trago è lungo circa un terzo del padiglione auricolare ed appuntito. Le membrane alari sono nerastre e attaccate posteriormente ai lati dei piedi. La coda è corta e si estende con l'estremità che fuoriesce dalla superficie dorsale dell'ampio uropatagio. Il calcar è lungo quanto il piede. Il cariotipo è 2n=32 FNa=58.

### Ecolocazione
Emette ultrasuoni con impulsi di breve durata a frequenza modulata e multi-armonici, con due picchi a 30–35 kHz e 50–55 kHz.

## Biologia

### Comportamento
Si rifugia all'interno di cavità degli alberi, grotte, termitai e anche in edifici dove forma colonie composte da 10-100 femmine e un singolo maschio ai quali si aggregano frequentemente tra i 20 e i 50 scapoli. Questi gruppi rimangono stabili per diversi anni anche se il maschio dominante muore o viene rimpiazzato. L'attività predatoria inizia molto prima del tramonto, ogni esemplare caccia e si nutre separatamente dagli altri e torna al rifugio due ore più tardi. 

### Alimentazione
Onnivoro, si nutre di insetti, piccoli vertebrati come altri pipistrelli, topi e piccoli uccelli, frutta, particolarmente guava, Cecropia e Piper, fiori, nettare e polline.

### Riproduzione
In America centrale e sull'isola di Trinidad esiste un solo periodo riproduttivo con le nascite durante la stagione secca e lo svezzamento agli inizi di quella umida, mentre nell'America meridionale ve ne sono diversi. Femmine gravide sono state osservate in Nicaragua nel mese di marzo, a Trinidad da marzo a novembre, in Colombia a luglio e in Perù ad agosto. Raggiunge la maturità sessuale dopo circa 16 mesi.

## Distribuzione e habitat
Questa specie è diffusa nell'America centrale dal Belize e Guatemala fino all'Argentina settentrionale e al Brasile orientale. È presente anche sull'isola di Trinidad.
Vive nelle foreste sempreverdi di pianura e in frutteti fino a 600 metri di altitudine.

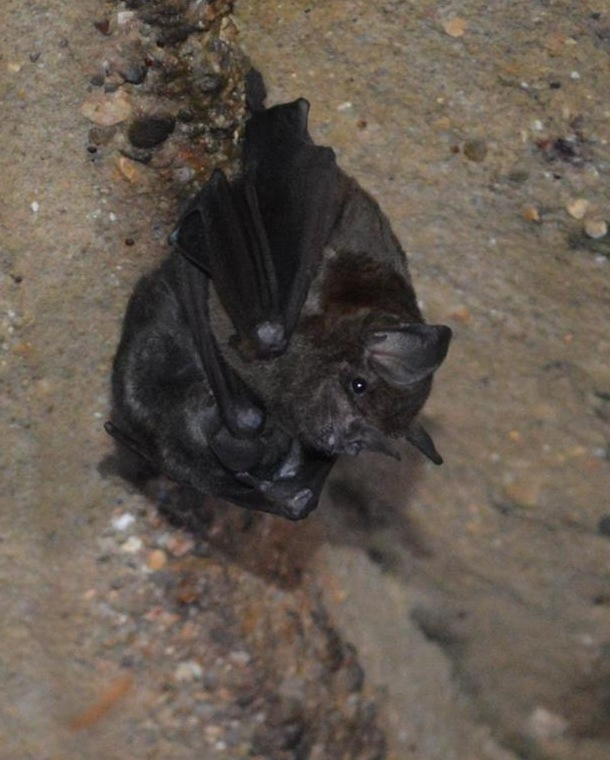
Phyllostomus hastatus avvistato in Bolivia.

## Tassonomia
Sono state riconosciute 2 sottospecie:
- P.h.hastatus: Venezuela orientale, Guyana, Suriname, Guyana francese, Brasile fino allo stato meridionale di San Paolo, Bolivia settentrionale e Paraguay nord-orientale. Isola di Trinidad;
- P.h.panamensis (J. A. Allen, 1904): Belize meridionale, Guatemala orientale, Honduras, Nicaragua, Costa Rica, Panama, Colombia, Ecuador, Venezuela occidentale, Perù settentrionale ed orientale, Brasile nord-occidentale.

## Conservazione
La IUCN Red List, considerato il vasto areale, la popolazione presumibilmente numerosa, la presenza in diverse aree protette e la tolleranza alle modifiche ambientali, classifica P.hastatus come specie a rischio minimo (Least Concern)).